# Trencalòs
El trencalòs, trencaossos o ossífrag (Gypaetus barbatus) és una espècie de voltor de la família dels accipítrids (Accipitridae). Presenta moltes diferències amb altres ocells carronyaires semblants. Rep el nom del costum que té de remuntar ossos i closques fins a grans alçades per deixar-los caure sobre les roques i menjar-se'n la medul·la de l'interior una vegada que han esclatat. Es tracta d'una espècie força amenaçada en amples zones de distribució per les zones muntanyoses d'Europa, Àfrica i Àsia. L'estat de conservació global es considera gairebé amenaçat.

## Distribució geogràfica
A Europa és un animal en greu perill d'extinció que ha desaparegut d'algunes regions on abans era abundant. Actualment es pot observar a Astúries, els Pirineus, els Alps (on ha estat reintroduït), el nord d'Àfrica, la Gran Vall del Rift, Sud-àfrica, Grècia i des d'Anatòlia fins als cims Tian Shan i l'Himàlaia.

### Als Països Catalans
Als Països Catalans, ha sobreviscut a grutes o cornises de les parets dels Pirineus, on fa nius amb branques i, sobretot, llana. Es pot observar sobrevolant els paratges únics del Parc Natural de l'Alt Pirineu, un dels pocs llocs d'Europa on encara n'hi ha una colònia salvatge amb possibilitats de supervivència.
A Catalunya, cap a començaments del segle xx, l'espècie del trencalòs era present als Pirineus i als Ports de Tortosa. De seguida va desaparèixer d'aquest últim indret i va començar una regressió en sentit est-oest als Pirineus. A la Tinença de Benifassà, al País Valencià, l'espècie, coneguda com a crebalòs s'havia extingit a la darreria del segle xix.
A començament dels anys 80 la població era només d'unes cinc o sis parelles distribuïdes per les comarques de l'Alta Ribagorça, el Pallars Jussà i el Pallars Sobirà. Els principals factors que van causar la greu regressió van ser la utilització de verins, la caça i l'espoli dels nius. A partir de llavors, es va aprovar el Pla de recuperació del trencalòs a Catalunya, que va permetre començar un procés de recuperació i es va arribar als 84 adults l'any 2013, distribuïts entre les comarques de la Vall d'Aran, l'Alta Ribagorça, el Pallars Sobirà, el Pallars Jussà, la Noguera, l'Alt Urgell, la Cerdanya, el Berguedà, el Solsonès, el Ripollès i la Garrotxa. El 2015 es va anunciar que podria incrementar-se lentament la població reproductora, tendència que marca la tònica general de l'àmbit de la serralada pirinenca, la població de la qual és l'única que es pot considerar consolidada ara per ara de tota la Unió Europea.
El 2018, es va anunciar l'alliberament de dos exemplars a la Tinença de Benifassà.
El 13 de febrer de 2025 el Ministeri per a la Transició Ecològica i el Repte Demogràfic (MITECO) va aprovar l’Estratègia per a la conservació del trencalòs a Espanya. Aquest document està elaborat pel Grup de Treball del trencalòs on, sota la coordinació del MITECO, estan representades les comunitats autònomes implicades així com responsables del govern portuguès,  a part dels tècnics especialistes en la matèria. L’objectiu és  bastir el marc tècnic que serveixi d’orientació pels plans d'actuació de les comunitats autònomes i Portugal, responsables en darrer terme de la conservació de les espècies amenaçades.

## Morfologia
- Ocell gros i robust (102-114 cm) però àgil en el vol, malgrat els 7 kg que pot arribar a pesar.
- Cap blanc amb una màscara negra i amb unes barbes també negres que li pengen del bec.
- Els ulls tenen bandes concèntriques groga, vermella i negra.

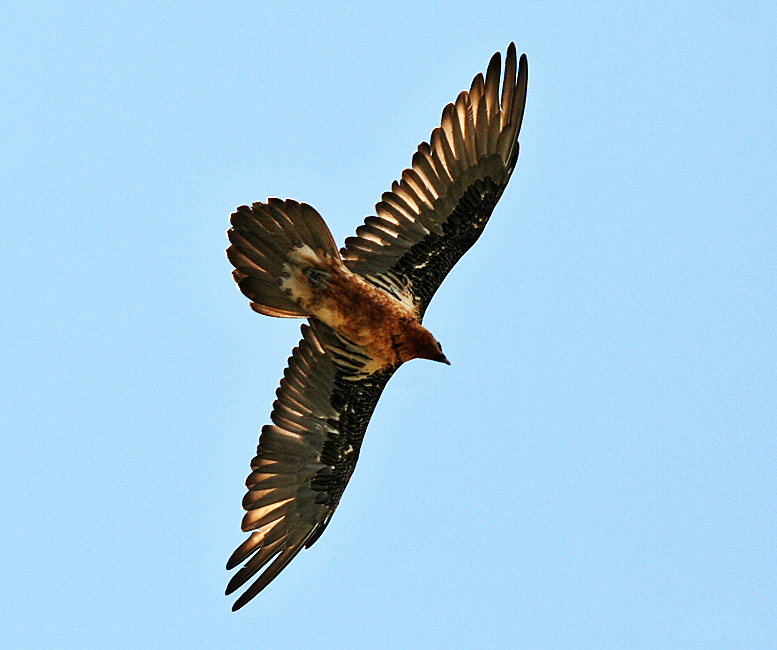
En vol

- Ales llargues i estretes.
- Cua en forma de sageta.

## Reproducció
Pon dos ous, al gener-febrer, i la femella els incuba durant 55-58 dies (però només se'n desenvoluparà un, perquè l'altre, que naixerà amb més debilitat, segurament serà eliminat pel germà gran [caïnisme]), que acapararà l'aliment dels pares i assegurarà així la supervivència, davant els recursos escassos.

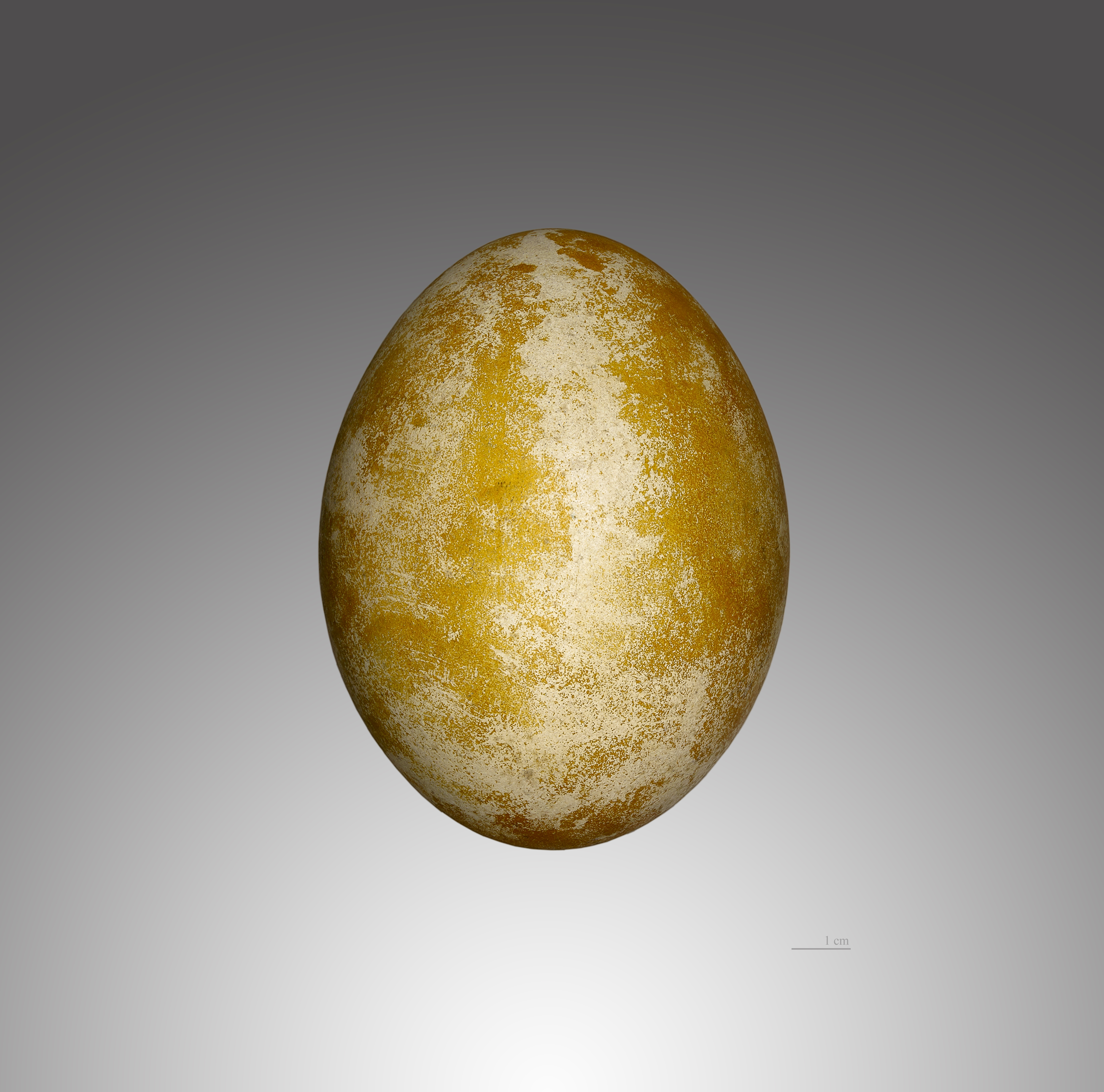
Gypaetus barbatus aureus
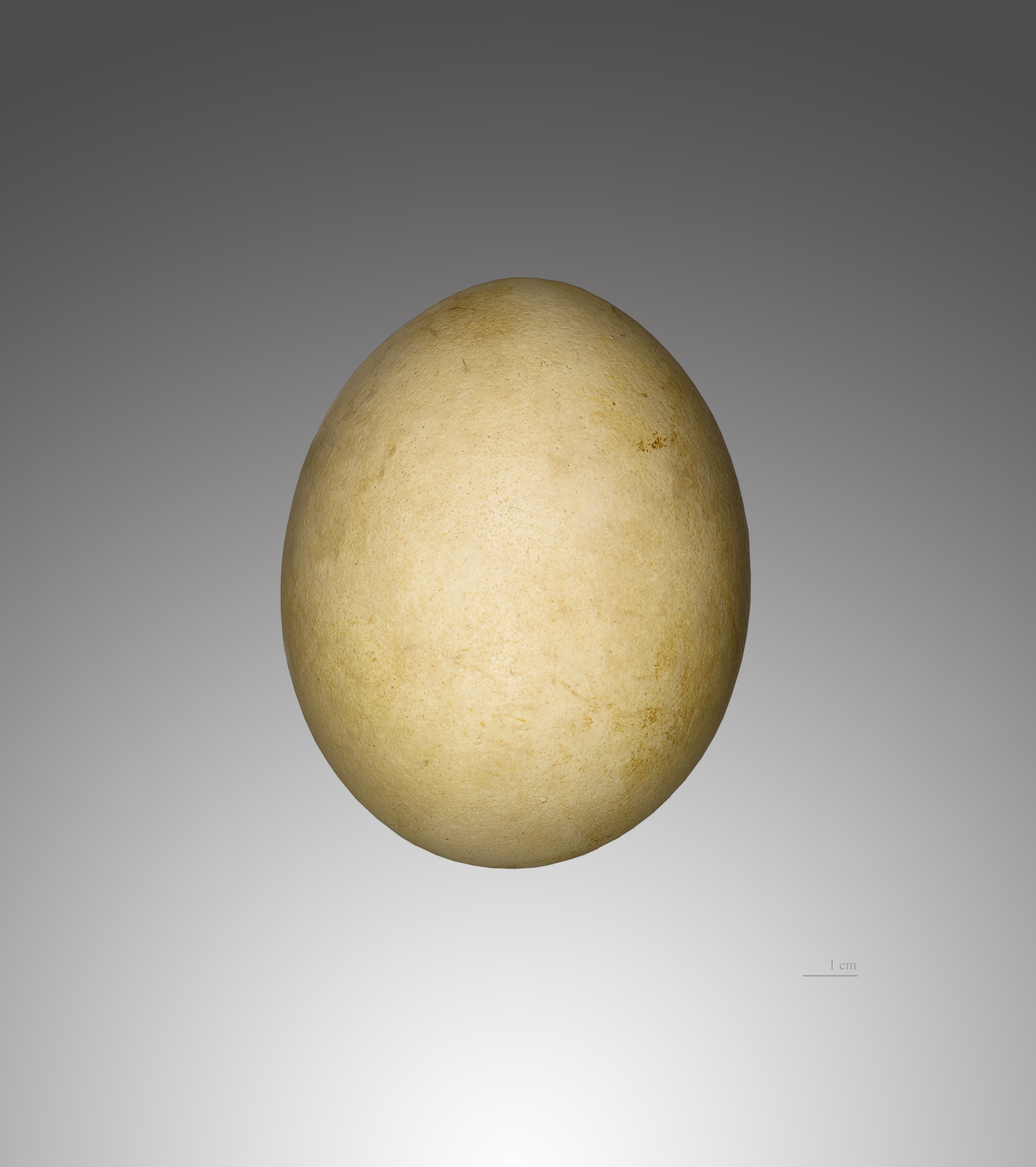
Gypaetus barbatus hemachalanus